# Opuntia depauperata
Opuntia depauperata ist eine Pflanzenart in der Gattung der Opuntien (Opuntia) aus der Familie der Kakteengewächse (Cactaceae). Das Artepitheton depauperata stammt aus dem Lateinischen, bedeutet ‚verarmt‘ und verweist auf das Habitat der Art.

## Beschreibung
Opuntia depauperata wächst niedrig strauchig, ist reich verzweigt und bildet flache Gruppen mit Wuchshöhen von 10 bis 20 Zentimeter. Die dunkelgrünen, samtigen, leicht abfallenden, drehrunden bis leicht abgeflachten Triebabschnitte sind 3 bis 12 Zentimeter lang und 2 bis 3 Zentimeter dick. Die später erscheinenden Glochiden sind gelb. Die zwei bis sechs nadeligen, fast abstehenden Dornen sind rötlich bis hellbraun und 1 bis 2,5 Zentimeter lang.
Über die Blüten  und Früchte ist nichts bekannt.

## Verbreitung und Systematik
Opuntia depauperata ist im Norden von Venezuela verbreitet.
Die Erstbeschreibung erfolgte 1919 durch Nathaniel Lord Britton und Joseph Nelson Rose.

## Nachweise